# Pseudobarbella ochracea
Pseudobarbella ochracea là một loài Rêu trong họ Meteoriaceae. Loài này được (Nog.) Nog. mô tả khoa học đầu tiên năm 1948.